# 아트 라플러
아트 러플루어(Art LaFleur, 영어 발음: /ləˈflʊər/, 1943년 9월 9일 ~ 2021년 11월 17일)는 미국의 배우이다.
게리에서 태어났다.

## 영화
- 하우스 헌팅 (2013년) - 돈 톰프슨 역
- 브링 미 더 헤드 오브 랜스 헨릭슨 (2012년)
- 8광구: 몬스터의 부활 (2010년) - 켄 플레밍 역
- 울프 (2009, War Wolves) - 리오 역
- 에이스 벤츄라 3 (2009년)
- 스피드 레이서 (2008년)
- 산타클로스 3 (2006년) - 투스 페이리 역
- 호스티지 (2005년)
- 신데렐라 스토리 (2004년)
- 산타클로스 2 (2002년)
- 베토벤 4 (2001년)
- 리플레이스먼트 (2000년) - 밴스 역
- 타이쿠스 (1998년)
- 베스트 오브 더 베스트 4 - 파이널 러쉬 (1998년)
- 리틀 프레지던트 (1996년)
- 아빠 수업 (1995년)
- 쫄병 람보 (1994, In the Army Now)
- 매버릭 (1994년)
- 리틀 야구왕 (1993년)
- 잭 더 베어 (1993년)
- 미스터 베이스볼 (1992년) - 스킵 역
- 사랑 이야기 (1992년)
- 오스카 (1991년)
- 트랜서 2 (1991년)
- 에어 아메리카 (1990년)
- 지옥의 반담 (1990년)
- 키톤 경찰 (1989년)
- 꿈의 구장 (1989년)
- 우주 생명체 블롭 (1988년)
- 램페이지 (1987년)
- 페널티 페이즈 (1986년)
- 마지막 승리 (1986년)
- 세이 예스 (1986년)
- 코브라 (1986년)
- 트랜서 (1985년)
- 시티 히트 (1984년)
- 빅 볼 (1983년)
- 위험한 게임 (1983년)
- 즐거운 목요일 (1982년)
- 헐리우드 나이츠 (1980년)